# إبراهيم بن أبي الفتح الزنجاني
الميرزا إبراهيم بن أبي الفتح الزنجاني (ت. 1351 هـ). هو رجل دين ومؤلف وفيلسوف شيعي إيراني كان يعرف بلقب مسگر.
قرأ سنين كثيرة في طهران على محمد حسن الآشتياني الذي كان من تلامذة مرتضى الأنصاري، وفي العقليات درس بطهران على أبي الحسن جلوة الذي كان أحد أعلام أساتذة العلوم الفلسفية بإيران؛ ثم رجع إلى زنجان، واشتغل فيها بالتدريس والتصنيف وإقامة الجماعة.

## مؤلفاته
له بعض المؤلفات، والتي ذكر محسن الأمين بعضها في ترجمته له بموسوعة أعيان الشيعة، ومنها:
| - مشي الإنصاف في كشف الاعتساف. كتاب مبسوط في الرد على البابية. - رسالة في حكم اللباس المشكوك. - الخلل في الصلاة. - رسالة في الخمس. - حساب عقود الأنامل. - رسالة في نسبة ارتفاع أعظم الجبال إلى قطر الأرض. - شرح لغز سليمان. شرح على لغز سليمان لمحمد مؤمن الشيرازي. - شرح لغز الزبدة. شرح على الزبدة ولغزها البهائي. | - ترجمه شرح لغز قانون. ترجمة فارسية لكتاب شرح لغز قانون لملك الأطباء الشيرازي. - تقريرات بحث محمد حسن الآشتياني. تقريرات للدروس والأبحاث التي كان يلقيها أستاذه محمد حسن الآشتياني. - حاشية على تحرير أقليدس. حاشية على كتاب تحرير إقليدس المعروف في الهندسة الذي حرره نصير الدين الطوسي، وقد حكى آغا بزرگ الطهراني أنه بخط تلميذ المحشى أسد الله بن محمد جعفر الزنجاني. - حواش على كتاب الأكر لنا وذوسيوس. |

### كتب
- أعيان الشيعة. محسن الأمين، طبع بيروت - لبنان، تاريخ الطبع مفقود، منشورات دار التعارف.
- معجم المؤلفين. عمر كحالة، طبع بيروت - لبنان، تاريخ الطبع مفقود، منشورات إحياء التراث العربي.
- الذريعة إلى تصانيف الشيعة. آغا بزرگ الطهراني، طبع بيروت - لبنان، تاريخ الطبع مفقود، منشورات دار الأضواء.

### إشارات مرجعية
1. 1 2  الأمين، محسن. أعيان الشيعة - ج2. ص. 109. مؤرشف من الأصل في 2019-12-09.
2. ↑  
كحالة، عمر. معجم المؤلفين - ج1. ص. 73. مؤرشف من الأصل في 2019-12-09.
3. ↑  الطهراني، آغا بزرگ. الذريعة إلى تصانيف الشيعة - ج21. ص. 72. مؤرشف من الأصل في 2020-01-10.
4. ↑  الطهراني، آغا بزرگ. الذريعة إلى تصانيف الشيعة - ج7. ص. 247. مؤرشف من الأصل في 2020-01-10.
5. ↑  الطهراني، آغا بزرگ. الذريعة إلى تصانيف الشيعة - ج7. ص. 9. مؤرشف من الأصل في 2020-01-10.
6. ↑  الطهراني، آغا بزرگ. الذريعة إلى تصانيف الشيعة - ج24. ص. 144. مؤرشف من الأصل في 2020-01-10.
7. ↑  الأميني، عبد الحسين. الغدير في السنة والكتاب والأدب - ج11. ص. 271. مؤرشف من الأصل في 2019-12-09.
8. ↑  الطهراني، آغا بزرگ. الذريعة إلى تصانيف الشيعة - ج14. ص. 45. مؤرشف من الأصل في 2020-04-06.
9. ↑  الطهراني، آغا بزرگ. الذريعة إلى تصانيف الشيعة - ج4. ص. 108. مؤرشف من الأصل في 2020-01-10.
10. ↑  الطهراني، آغا بزرگ. الذريعة إلى تصانيف الشيعة - ج6. ص. 33. مؤرشف من الأصل في 2019-12-18.